# Chiaravalle Centrale
Chiaravalle Centrale é uma comuna italiana da região da Calábria, província de Catanzaro, com cerca de 6.923 habitantes. Estende-se por uma área de 23 km², tendo uma densidade populacional de 301 hab/km². Faz fronteira com Argusto, Capistrano (VV), Cardinale, Petrizzi, San Vito sullo Ionio, Torre di Ruggiero.

## Demografia
| Variação demográfica do município entre 1861 e 2011                               |
|                                                                                   |
| Fonte: Istituto Nazionale di Statistica (ISTAT) - Elaboração gráfica da Wikipedia |